# Lista de condados de Rhode Island
Esta é a lista dos cinco condados do estado dos EUA de Rhode Island. Rhode Island está ligada com o Havai por ter o segundo menor número de condados de qualquer estado dos EUA (apenas Delaware tem menos, com três condados). Apesar de Rhode Island ser dividida em condados, ela não tem nenhum governo local no nível do condado. Em vez disso, o governo local é fornecido por oito cidades e 31 vilas. Dentro de Rhode Island, Condado de Washington é muitas vezes referido como Condado do Sul.
A colónia de Rhode Island foi fundada no século XVII, e foi a primeira das treze colónias americanas originais para declarar a independência do domínio britânico em 1776, sinalizando o início da Revolução Americana. Os condados foram estabelecidos antes da Declaração da Independência dos Estados Unidos.
O código Federal Information Processing Standard (FIPS), que é usado pelo governo dos Estados Unidos para identificar estados e condados, é fornecido com cada entrada. O código de Rhode Island é 44, que quando combinado com qualquer código de condado seria escrito como 44XXX. O código FIPS para cada condado liga para os dados de censo desse condado.

## Condados
| Condado    | FIPS | Sede de condado (extinta) | Criação | Origem | Etimologia                                                                                              | População (2010) | Área                | Mapa                  |
| ---------- | ---- | ------------------------- | ------- | --- | --- | ---------------- | ------------------- | --------------------- |
| Bristol    | 001  | Bristol                   | 1747    | Criado a partir de terra adquirida no Condado de Bristol (Massachusetts), após resolução de um litígio de fronteira entre as duas colónias.     | Cidade de Bristol, Inglaterra                                                                           | 49 875           | 24 mi² (62,2 km²)   | Condado de Bristol    |
| Kent       | 003  | East Greenwich            | 1750    | Criado a partir de uma parte do Condado de Providence.                                                                                          | Condado de Kent, Inglaterra                                                                             | 166 158          | 168 mi² (435 km²)   | Condado de Kent       |
| Newport    | 005  | Newport                   | 1703    | Formado como Condado de Rhode Island em 1703. Renomeado para Condado de Newport em 1729.                                                        | Vila (agora cidade) de Newport, Gales                                                                   | 82 888           | 102 mi² (264 km²)   | Condado de Newport    |
| Providence | 007  | Providence                | 1703    | Formado em 1703 como Providence Plantations County. Renomeado para Condado de Providence em 1729.                                               | Divina Providência                                                                                      | 626 667          | 409 mi² (1 060 km²) | Condado de Providence |
| Washington | 009  | South Kingstown           | 1729    | Formado em 1729 como Condado de Kings a partir de uma parte do Condado de Providence Plantations. Renomeado para Condado de Washington em 1781. | George Washington, Guerra da Independência dos Estados Unidos e primeiro Presidente dos Estados Unidos. | 126 979          | 329 mi² (852 km²)   | Condado de Washington |

1. ↑  A sede do Condado de Washington (antes dos governos dos condados serem extinguidos) é comummente referida como West Kingston. Na verdade, West Kingston, uma aldeia em South Kingstown, não tem o seu próprio govermo local, mas porque o palácio de justiça estava localizado no código postal de West Kingston, tornou-se conhecido como a sede de condado.[2]